# Zodarion gallicum
Het Zodarion gallicum (tên tiếng Anh: oranje mierenetertje) là một loài nhện trong họ Zodariidae.
Loài này thuộc chi Zodarion. Zodarion gallicum được Eugène Simon miêu tả năm 1873.